# Staatsolie Maatschappij Suriname

Aardolievelden van Staatsolie in Noord-Suriname. Ook de offshorevelden in Guyana en de ontdekkingen sinds 2020 in offshore Suriname

Staatsolie Maatschappij Suriname is een naamloze vennootschap die is opgericht met als doel de hele olieketen te beheren. Dit betreft activiteiten als het zoeken naar olie, het winnen ervan, de verwerking tot producten en de verkoop. Staatsolie heeft meer dan 1000 werknemers in dienst en heeft overwegend de Surinaamse Staat als aandeelhouder.

## Geschiedenis
Staatsolie Maatschappij Suriname N.V. (Staatsolie) werd op 13 december 1980 door Eddy Jharap opgericht vanuit een klein kantoor aan de Gravenberchstraat 18. Op 25 november 1982 startte officieel de eerste commerciële productie van aardolie in Suriname op het Tambaredjo-olieveld, nabij Smithfield. De productie was een bescheiden 200 vaten per dag. In 1987 was de productie vertienvoudigd tot 2000 vaten per dag. In 1988 werd bij Tout Lui Faut een olie-exportterminal in gebruik genomen. In 1992 kwam een 55 kilometer lange pijpleiding af tussen de olievelden in Saramacca naar Tout Lui Faut.
In 1995 werd begonnen met de bouw van de Tout Lui Faut-raffinaderij, een kleine raffinaderij, die twee jaar later en na een investering van US$ 67 miljoen in productie kwam. In december 2014 kwam een belangrijke uitbreiding van de raffinaderij gereed.
Tijdens zijn rol als President Commissaris van de Raad van Commissarissen van Staatsolie, kreeg Hugo Coleridge in 1998 te maken met het plan van de regering-Wijdenbosch om Staatsolie te verkopen. Om zijn onvrede hiermee kenbaar te maken stapte hij op. Directeur en oprichter Eddy Jharap werd door de regering ontslagen omdat hij zich tegen het plan verzette. De rechter draaide het ontslag later terug. Doordat protesten Wijdenbosch ten val brachten, waren de verkoopplannen weer van de baan.
In 2016 werden 17.000 vaten per dag geproduceerd uit het Tambaredjo-olieveld, Calcutta-olieveld en Tambaredjo Noordwest.
In mei 2025 sloot Staatsolie een lening af van US$ 1,6 miljard (circa € 1,42 miljard). Met dit geld wil Staatsolie zijn belang van 20% in de ontwikkeling van het offshore olieveld Gran Morgu betalen. De lening is verstrekt door een consortium van internationale, regionale en lokale financiële instellingen.

## Activiteiten

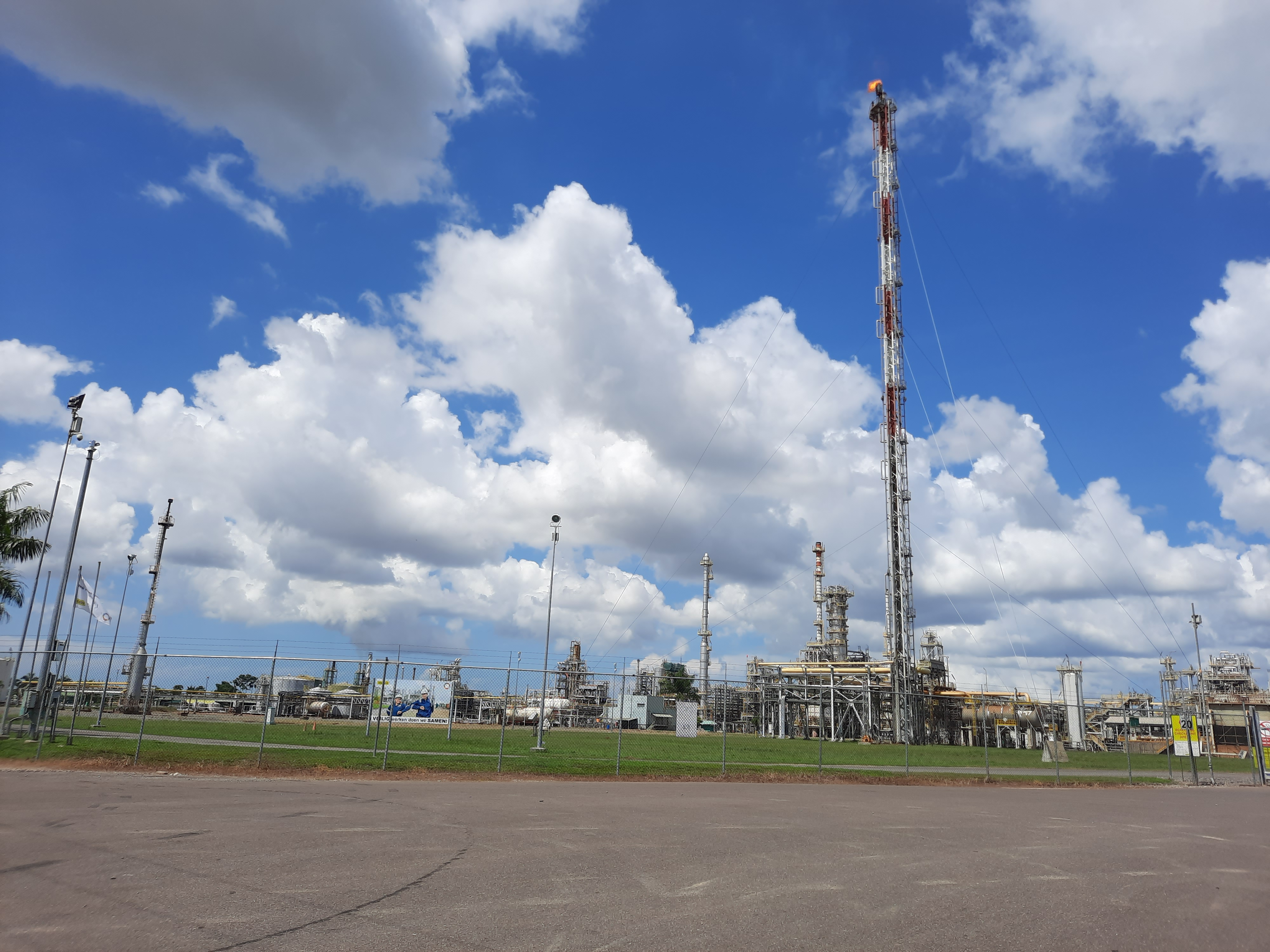
Tout Lui Faut Operations

### Olie en olieproducten
De belangrijkste activiteiten van Staatsolie betreft het zoeken naar olie, het winnen ervan, de verwerking tot producten en de verkoop. Naast de eigen productie profiteerde het tot 2018 van het Petrocaribe programma van Venezuela. In 2013 ontving het 1,1 miljoen vaten olie van het buurland tegen aantrekkelijke voorwaarden. 

### Elektriciteit
Staatsolie heeft vanaf 2006 op Tout Lui Faut ook een elektriciteitscentrale. Aanvankelijk was er een capaciteit van 14 megawatt (MW), maar dit werd verhoogd tot 28 MW in 2010 en in 2014 kwam er nog eens 34 MW bij. De opgewekte stoom en elektriciteit wordt zelf gebruikt en het overschot aan stroom wordt geleverd aan de EnergieBedrijven Suriname (EBS). Vanaf begin 2020 is het verantwoordelijk voor het beheer van de waterkrachtcentrale bij het Brokopondostuwmeer. De waterkrachtcentrale heeft een capaciteit van 189 MW waarmee het dochterbedrijf Staatsolie Power Company Suriname N.V. (SPCS) driekwart van alle elektriciteit levert aan het Surinaamse net. In 2024 produceerde SPCS ongeveer 1,4 miljoen MWh aan elektriciteit en voorzag daarmee voor twee derde in de nationale behoeft.

### Goud
In 2014 werd bekend dat Staatsolie voor 25% gaat deelnemen in een goudmijn in het Meriangebied. Door Staatsolie, via een dochteronderneming, te laten investeren in Surgold wil de regering voorkomen dat er druk ontstaat op de overheidsfinanciën door een stijging van de staatsschuld. Aanvankelijk zou de regering het geld voor de investering lenen op de internationale kapitaalmarkt, maar heeft daarvan afgezien. De oppositie vindt het riskant dat Staatsolie geld stopt in goudwinning.
De goudproductie begon in oktober 2016. Op 31 december 2017 had Staatsolie voor US$ 277 miljoen in de mijn geïnvesteerd. In 2017 werd 513.000 ounce aan goud geproduceerd en de winbare reserve werd getaxeerd op 5 miljoen ounces. Het aandeel van Staatsolie in de winst van het goudproject liep op van US$ 8 miljoen in 2016 naar US$ 64 miljoen in 2017. In de jaren daarna is deze bijdrage nog iets verder opgelopen en levert een significante bijdrage aan de winst van het bedrijf.
In april 2020 werd een overeenkomst gesloten met Rosebel Gold Mines N.V. (“Rosebel”). Staatsolie zal voor 30% financieel participeren in Pikin Saramacca, een goudproject nabij de Rosebel-goudmijn.

## Resultaten
In de onderstaande tabel de belangrijkste gegevens met betrekking tot de olieproductie en financiële resultaten. Ultimo 2023 had de maatschappij oliereserves van 102 miljoen vaten, voldoende om de huidige productie ruim 15 jaar vol te houden.
In 2014 halveerde de productie van de olieproducten. Halverwege het jaar werd de productie gestaakt om de bestaande raffinaderij aan te sluiten op nieuwe productiefaciliteiten waarmee de totale capaciteit wordt verhoogd. De raffinaderij kwam op 13 december 2014 weer in bedrijf. 
In 2014 ontving de Surinaamse regering van Staatsolie in totaal US$ 259 miljoen (2013: US$ 284 miljoen), waarvan US$ 122 miljoen in belastingen en US$ 137 miljoen als dividend. In 2015 daalde de omzet scherp door de halvering van de olieprijs en zakte de winst naar US$ 23 miljoen. De bijdrage aan het de overheidsinkomsten daalde naar US$ 25 miljoen. Door de lage winst keerde het bedrijf over 2016 en 2017 geen dividend uit. In 2017 stapte het bedrijf over van US GAAP naar de IFRS accountingmethode. In 2024 heeft Staatsolie in totaal US$ 384 miljoen afgedragen aan de Surinaamse overheid in de vorm van belastingen, royalty's en dividenden. Dit was 31% van de totale overheidsinkomsten. 
| Jaar | Olie- productie   | Output raffinaderij | Omzet           | Nettowinst      | waarvan goud    |
| Jaar | (× miljoen vaten) | (× miljoen vaten)   | (× US$ miljoen) | (× US$ miljoen) | (× US$ miljoen) |
| ---- | ----------------- | ------------------- | --------------- | --------------- | --------------- |
| 2008 | 5,90              | 2,54                | 576             | 230             |                 |
| 2009 | 5,86              | 2,74                | 425             | 116             |                 |
| 2010 | 5,80              | 2,70                | 566             | 192             |                 |
| 2011 | 5,99              | 2,63                | 782             | 262             |                 |
| 2012 | 5,94              | 2,31                | 1047            | 398             |                 |
| 2013 | 5,98              | 2,78                | 1023            | 299             |                 |
| 2014 | 6,13              | 1,46                | 1056            | 276             |                 |
| 2015 | 6,18              | 2,90                | 583             | 23              |                 |
| 2016 | 5,98              | 3,79                | 368             | 5               |                 |
| 2016 | -                 | -                   | 357             | –8              | 8               |
| 2017 | 5,95              | -                   | 434             | 61              | 64              |
| 2018 | 5,98              | -                   | 506             | 100             | 66              |
| 2019 | 6,05              | 2,77                | 500             | 120             | 74              |
| 2020 | 6                 | 2,6                 | 432             | 71              | 85              |
| 2021 | 6                 | 2,98                | 558             | 117             | 80              |
| 2022 | 6,14              | 3,30                | 840             | 290             | 56              |
| 2023 | 6,27              | 3,16                | 722             | 288             | 30              |
| 2024 | 6,41              | 2,9                 | 735             | 291             | 45              |